# Koninklijke BAM Groep
Pour les articles homonymes, voir BAM.
Koninklijke BAM Groep est une entreprise néerlandaise qui fait partie de l'indice AMX.
Royal BAM Group est spécialisé dans le secteur du BTP. Le chiffre d'affaires par activité se répartit comme suit :
- construction (53,7 %) : construction générale (hôpitaux, écoles, bureaux, etc.) et de logements ;
- infrastructure (43 %) : construction de routes, génie civil, systèmes de câbles et conduits, construction de tunnels et de chemins de fer, maintenance, etc. ;
- installations techniques (2,6 %) : automatisation, systèmes électriques, etc. ;
- autres (0,7 %).

## Historique
Cette entreprise de menuiserie a été créée à Groot-Ammers en 1869 par Adam van der Wal. Au début du XXe siècle, son activité s'était élargie à tout le BTP et en 1927 elle devint l'entreprise de travaux publics N.V. Bataafsche Aanneming Mij (BAM), pour le compte de la firme J. van der Wal & Fils. L’entreprise actuelle : Bataafse Aanneming Maatschappij, a conservé les mêmes initiales et l'acronyme BAM. Dans les années 1990, le groupe a absorbé le bureau d'études allemand Wayss & Freytag. 
En 2002, BAM acquiert le liégeois GALERE, mais le revend en 2022 à Thomas & Piron.